# Anni Rättyä
Eeva Anni Rättyä (* 4. Januar 1934 in Nivala; † 25. Juli 2021 in Ylivieska) war eine finnische Speerwerferin.
Anni Rättyä belegte bei den Olympischen Sommerspielen 1952 in Helsinki im Speerwurf den 14. Platz. Ein Jahr später stellte sie mit einer Weite von 45,27 m einen neuen finnischen Rekord auf.